# Bracon excelsus
Bracon excelsus är en stekelart som beskrevs av Cameron 1886. Bracon excelsus ingår i släktet Bracon och familjen bracksteklar. Inga underarter finns listade.